# 有松南
有松南（ありまつみなみ）は、愛知県名古屋市緑区の町名。丁番を持たない単独町名である。住居表示未実施。

## 地理
名古屋市緑区の南部に位置し、東は有松愛宕・有松三丁山、西は大高町、南は緑花台、北は有松に接する。

## 歴史

### 沿革
- 2001年（平成13年）2月17日 - 緑区有松町大字有松（字三丁山・長坂南）・大字桶狭間（字愛宕西）・大高町（字中平部・東峡・平部高根・南平部）の各一部より、同区有松南が成立[1]。

## 世帯数と人口
2019年（平成31年）3月1日現在の世帯数と人口は以下の通りである。
| 町丁   | 世帯数  | 人口    |
| ------ | ------- | ------- |
| 有松南 | 666世帯 | 1,863人 |

### 人口の変遷
国勢調査による人口の推移
| 2005年（平成17年） | 1,451人 | [ 7 ] |  |
| 2010年（平成22年） | 1,931人 | [ 8 ] |  |
| 2015年（平成27年） | 1,882人 | [ 9 ] |  |

## 学区
市立小・中学校に通う場合、学校等は以下の通りとなる。また、公立高等学校全日制普通科に通う場合の学区は以下の通りとなる。
| 番・番地等 | 小学校               | 中学校               | 高等学校普通科 |
| ---------- | -------------------- | -------------------- | -------------- |
| 全域       | 名古屋市立有松小学校 | 名古屋市立有松中学校 | 尾張学区       |

## 施設
- 有松南公園

## その他

### 日本郵便
- 郵便番号 : 459-8004[4]（集配局：緑郵便局[12]）。